# Romano Tumellero
Romano Tumellero, né le 2 février 1948 à Arcugnano est un coureur cycliste italien.

## Biographie
Professionnel de 1969 à 1973, il a gagné une étape du Tour d'Italie en 1971 après avoir remporté la semi-classique italienne Coppa Sabatini en 1969.

## Palmarès

### Palmarès amateur
- 1965
  - 3e du championnat d'Italie sur route cadets
- 1967
  - Trofeo Alcide Degasperi
  - Astico-Brenta
- 1968
  - Medaglia d'Oro Fiera di Sommacampagna

### Palmarès professionnel
- 1969
  - Coppa Sabatini
- 1970
  - 2e du GP Cemab
  - 3e du Tour de Toscane
  - 3e du GP Montelupo
- 1971
  - 4e étape du Tour de Romandie
  - 8e étape du Tour d'Italie
  - 2e du Championnat de Zurich
- 1972
  - 2e de Sassari-Cagliari

## Résultats sur les grands tours

### Tour d'Italie
5 participations
- 1969 : 78e
- 1970 : abandon
- 1971 : 48e, vainqueur de la 8e étape
- 1972 : hors delais (4e étape)
- 1973 : 103e

### Tour de France
1 participation
- 1970 : 93e